# Ipomoea urbinei
Ipomoea urbinei es una especie fanerógama de la familia Convolvulaceae.

## Clasificación y descripción de la especie
Enredadera voluble, lignescente, perenne; tallo más o menos ramificado, el crecimiento viejo leñoso con la corteza exfoliante, las partes jóvenes glabras y con frecuencia purpúreas; hoja por lo común con el pecíolo fusionado al pedúnculo, ovada u ovado-alargada, ápice atenuado, glabra o densamente puberulenta; inflorescencias con 2 a 5 flores; sépalos conspicuamente desiguales, de 3 a 9 mm de largo, los exteriores más pequeños, ovado-alargados, los interiores obtusos o emarginados, membranáceos, glabros; corola subhipocraterimorfa, de 3 a 4 cm de largo, de color rojo vino, cortamente 5-lobada; el fruto es una cápsula cónica, de unos 12 mm de largo, con 4 semillas 4, de 6 a 10 mm de largo, puberulentas.

## Distribución de la especie
Esta especie es endémica de México, se distribuye solamente de algunas áreas de la Faja Volcánica Transmexicana, en la Depresión del Balsas y la Sierra Madre del Sur, en los estados de Colima y Michoacán.

## Ambiente terrestre
Se desarrolla en zonas más o menos húmedas transicionales de bosques templados de pino-encino y bosques tropicales. Se ha registrado de altitudes que van de 1200 a 1700 m s.n.m. Florece de julio a diciembre y se encuentra con frutos de septiembre a marzo.

## Estado de conservación
No se encuentra bajo ningún estatus de protección.